# Баретал
Баретал (њем. Bahretal) општина је у њемачкој савезној држави Саксонија. Једно је од 41 општинског средишта округа Зексише Швајц-Остерцгебирге. Према процјени из 2010. у општини је живјело 2.274 становника. Посједује регионалну шифру (AGS) 14628040.

## Географски и демографски подаци
Баретал се налази у савезној држави Саксонија у округу Зексише Швајц-Остерцгебирге. Општина се налази на надморској висини од 240-370 метара. Површина општине износи 36,5 km². У самом мјесту је, према процјени из 2010. године, живјело 2.274 становника. Просјечна густина становништва износи 62 становника/km².